# Anna Leska

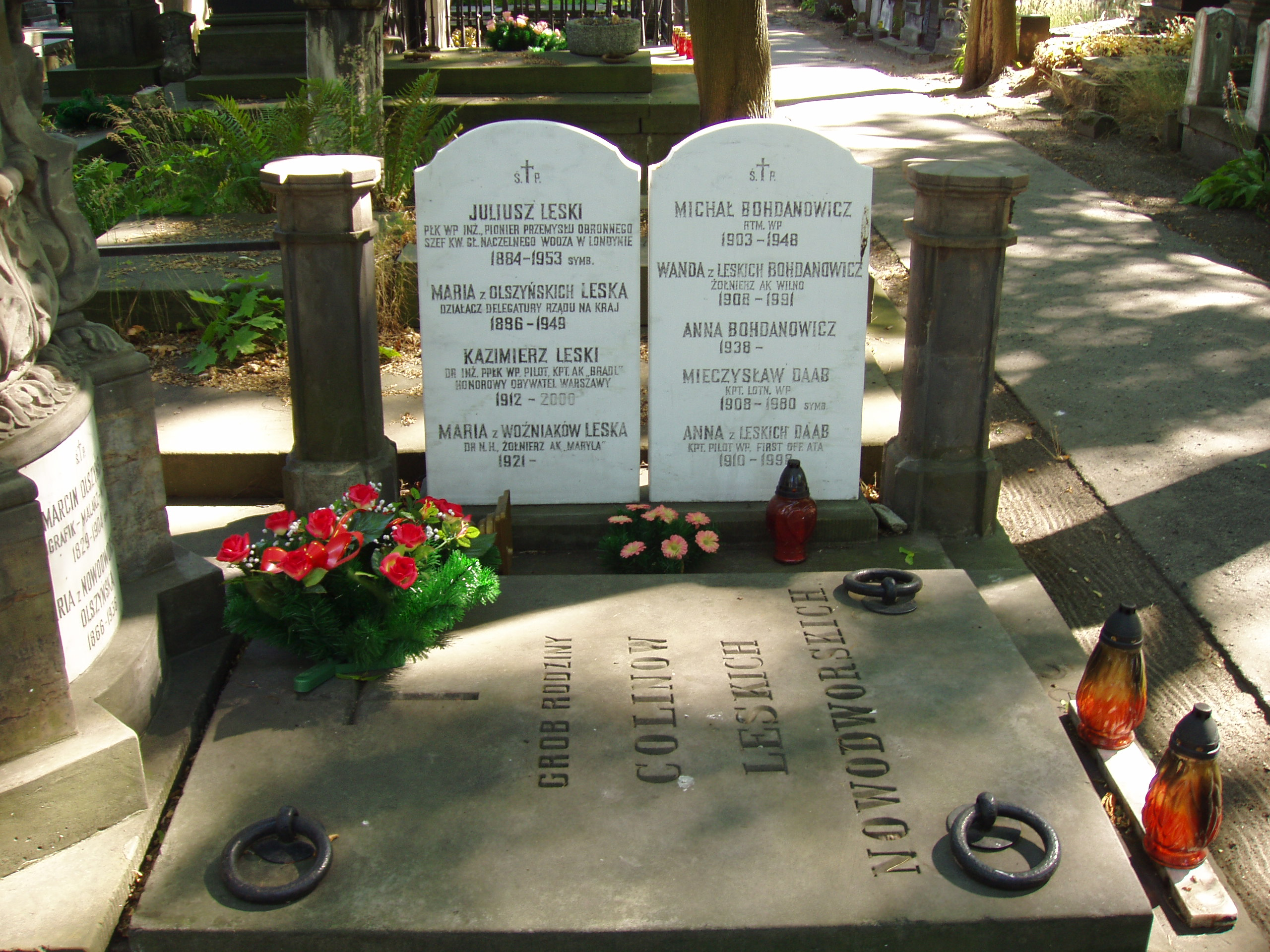
Grobowiec rodzinny Anny i Mieczysława Daabów

Anna Leska, właśc. Anna Leska-Daab (ur. 14 listopada 1910, zm. 21 stycznia 1998) – polska pilotka (posiadała uprawnienia do pilotowania szybowców, balonów, samolotów), pierwsza kobieta i jedna z trzech Polek w brytyjskiej pomocniczej służbie rozprowadzającej samoloty Air Transport Auxiliary. Żona kpt. pilota Mieczysława Daaba.

## Życiorys
Urodziła się w rodzinie Juliusza Stanisława Natanson-Leskiego (1884-1953) i Marii Marty z Olszyńskich (1886–1949). Była starszą siostrą płk. pilota Kazimierza Leskiego ps. „Bradl”, oficera wywiadu Armii Krajowej.
W 1927 roku zdała egzamin maturalny w szkole im. Cecylii Plater-Zyberkówny w Warszawie. W Aeroklubie Pomorskim przeszła szkolenie szybowcowe, balonowe i samolotowe. Od 1938 roku była członkinią Aeroklubu Warszawskiego. We wrześniu 1939 roku została powołana do pomocniczej służby wojskowej, mianowana podporucznikiem czasu wojny i przydzielona do Eskadry Sztabowej Dowództwa Lotnictwa. 22 września Annie Leskiej udało się uciec samolotem RWD-13 z opanowanego przez Niemców lotniska polowego. Przez Rumunię i Francję trafiła do Wielkiej Brytanii, gdzie rozpoczęła starania o przyjęcie w szeregi brytyjskiej Air Transport Auxiliary, czyli powołanej na czas wojny brytyjskiej pomocniczej lotniczej służbie transportowej. 1 stycznia 1941 po przeszkoleniu i zdaniu egzaminów została członkiem w szeregach Air Transport Auxiliary. Była 28 kobietą przyjętą do ATA. Od początku 1941 roku pilotowała samoloty z fabryk i warsztatów remontowych na lotniska polowe, uczestniczyła w przerzutach sprzętu latającego. „Przez cały okres wojny w szeregach ATA służyły 183 pilotki. Najwięcej Angielek, 27 – Amerykanek, a także Kanadyjki, Nowozelandki, pilotki z Południowej Afryki, niewielka liczba Holenderek i tylko my trzy – Polki” – wspomina te czasy Stefania Wojtulanis-Karpińska, jedna z pierwszych cudzoziemek w ATA (trzecią była Jadwiga Piłsudska, córka Józefa Piłsudskiego). Polki często pilotowały bombowce, dostarczając je z lotnisk przyfabrycznych na lotniska dywizjonów bombowych na terenie całej Wielkiej Brytanii.
Anna Leska-Daab została odznaczona honorową odznaką Golden Wings przyznawaną starszym oficerom, lotnikom ze stażem powyżej 6000 godzin w powietrzu.
W 1974 roku powróciła na stałe do Polski. Udzielała się w Warszawskim Klubie Seniorów Lotnictwa. 
Zmarła 21 stycznia 1998 roku i została pochowana na Starych Powązkach w kwaterze 24, rząd 6, grób 1.